# Shocker (película)
Shocker (en España Shocker, 100.000 voltios de terror) es una película de terror y comedia negra estadounidense de 1989 escrita y dirigida por Wes Craven. Protagonizada por Michael Murphy, Peter Berg y Mitch Pileggi, pese a considerarse una cinta de bajo presupuesto, está considerada una película de culto.

## Argumento
Un informe de noticias muestra a una víctima que es arrastrada en una camilla. Se revela que un asesino en serie anda suelto en un suburbio de Los Ángeles. Un reparador de televisores con una pronunciada cojera, llamado Horace Pinker (Mitch Pileggi), se convierte en el principal sospechoso. Cuando el detective, el teniente Don Parker (Michael Murphy), se acerca demasiado, Pinker asesina a la esposa, la hija adoptiva y el hijo adoptivo de Parker.
Sin embargo, su otro hijo adoptivo, una estrella del fútbol universitario llamado Jonathan (Peter Berg), desarrolla una extraña conexión con Pinker a través de sus sueños y lleva a Parker a la destartalada tienda de Pinker. En un tiroteo en el que mueren varios oficiales, Pinker escapa y acaba asesinando a la novia de Jonathan, Alison (Camille Cooper), en represalia.
Otro sueño lleva al teniente Parker y la policía a Pinker, a quien atrapan en el acto de un secuestro. Esta vez, justo cuando Pinker está a punto de matar a Jonathan, es arrestado. Pinker es rápidamente condenado y sentenciado a morir en la silla eléctrica.
Antes de su ejecución, Pinker revela que Jonathan es su hijo, y que cuando era niño, Jonathan le había disparado en la rodilla mientras intentaba detener el asesinato de su madre. Pero lo que no se dan cuenta es que Pinker ha hecho un trato con el diablo. Cuando lo ejecutan, no muere, sino que se convierte en pura electricidad. Es capaz de poseer a otros para continuar con sus asesinatos. Algunas de las personas que mueren son personal de la prisión y amigos de Jonathan.
Pronto posee al teniente Parker, quien usa su fuerza para luchar contra Pinker, y Pinker escapa a una antena parabólica. Jonathan y sus amigos intentan encontrar una forma de luchar contra él. Los amigos de Jonathan, incluido Rhino (Richard Brooks), se dirigen a la central eléctrica para desactivar la energía.
Jonathan, con la ayuda del espíritu de Alison, diseña un plan para traer de vuelta a Pinker al mundo real y descubre accidentalmente que Pinker, como con todas las fuentes de energía, está sujeto a las leyes del mundo real; Jonathan usa esta limitación para derrotar a Pinker y lo atrapa dentro de un televisor. Pinker amenaza a Jonathan con que encontrará una salida de su "prisión". La voz de Alison le dice a Jonathan que se cuide, mientras que el vecindario de Jonathan sufre un apagón, causado por sus amigos que apagan la red eléctrica, atrapando a Pinker en la televisión. Jonathan sale en medio de todos sus vecinos y mira al cielo, coincidiendo con Alison en que son hermosos.

## Reparto
- Michael Murphy - Teniente Don Parker
- Peter Berg - Jonathan Parker
- Mitch Pileggi - Horace Pinker
- Sam Scarber - Cooper
- Camille Cooper - Alison
- Richard Brooks - Rhino
- Ted Raimi - Pac Man

## Banda sonora

### Lista de canciones
- «Sword & Stone» – Bonfire
- «No More Mr. Nice Guy» – Megadeth
- «Shocker» – The Dudes Of Wrath
- «Timeless Love» – Saraya
- «Demon Bell - The Ballad Of Horace Pinker» – Dangerous Toys
- «Love Transfusion» – Iggy Pop
- «Different Breed» – Dead On

## Producción
La película contó con un presupuesto de 5 millones de dólares y su filmación se llevó a cabo a lo largo de 10 semanas de rodaje.
El papel de Horace Pinker fue el primer papel protagonista del actor Mitch Pileggi, quien obtuviera posteriormente reconocimiento popular encarnando el papel de Walter Skinner, el jefe del FBI en la serie de televisión The X-Files.

## Recepción
Producida por Carolco Pictures y distribuida por Universal Pictures la cinta obtuvo un éxito relativo en taquilla y en su comercialización doméstica. Tanto Universal como Craven manifestaron la esperanza de poder realizar una secuela de la trama pero, al no tener una recaudación muy notable, el proyecto finalmente fue desechado. Algunos analistas consideran el surgimiento del antagonista Horace Pinker como un intento del director estadounidense para crear un nuevo villano de terror como fuera Freddy Krueger en A Nightmare on Elm Street (1984). Sin embargo, pese a no obtener una repercusión comercial similar, con el tiempo se ha considerado una película de culto y uno de los títulos más destacados en su trayectoria.